# Donnelly (Minnesota)
Donnelly – miasto w Stanach Zjednoczonych, w stanie Minnesota, w hrabstwie Stevens.